# Sococha
Sococha ist eine Ortschaft im Departamento Potosí im  südamerikanischen Anden-Staat Bolivien.

## Lage im Nahraum
Sococha ist zentraler Ort des Kanton Sococha im Municipio Villazón in der Provinz Modesto Omiste. Die Ortschaft liegt auf einer Höhe von 3035 m im Tal des Río Sococha, der über den Río San Juan del Oro zum Río Pilcomayo führt. Die Bergrücken westlich und östlich der Ortschaft steigen auf bis zu 3.400 m auf.

## Geographie
Sococha liegt im südlichen Teil der kargen Hochebene des bolivianischen Altiplano. Das Klima ist wegen der Binnenlage kühl und trocken und es herrscht ein typisches Tageszeitenklima, bei dem die mittleren Temperaturschwankungen zwischen Tag und Nacht in der Regel deutlich größer sind als die jahreszeitlichen Schwankungen (siehe Klimadiagramm  Tupiza).
Die Jahresdurchschnittstemperatur liegt bei 11 °C (siehe Klimadiagramm Villazón) und schwankt nur unwesentlich zwischen gut 5 °C im Juni/Juli und gut 14 °C von November bis März. Der Jahresniederschlag beträgt nur etwa 350 mm, mit einer stark ausgeprägten Trockenzeit von April bis Oktober mit Monatsniederschlägen unter 10 mm, und einer schwach ausgeprägten Feuchtezeit von Dezember bis Februar mit 70 bis 90 mm Monatsniederschlag.

## Verkehrsnetz
Sococha liegt in einer Entfernung von 375 Straßenkilometern südlich von Potosí, der Hauptstadt des  gleichnamigen Departamentos, und etwa zehn Kilometer entfernt von der Grenze zu Argentinien.
Von Potosí aus führt die vom Titicaca-See kommende Nationalstraße Ruta 1 nach Südosten und erreicht nach 37 Kilometern die Ortschaft Cuchu Ingenio. Hier zweigt die Ruta 14 ab, die in südlicher Richtung über Tumusla, Cotagaita und Hornillos nach 224 Kilometern die Stadt Tupiza erreicht. Von dort aus führt die Ruta 14 weiter über Suipacha, Yuruma, Mojo und Cuartos nach Matancillas und endet in Villazón an der argentinischen Grenze. Zwei Kilometer südlich von Matancillas am Ortseingang von Villazón biegt eine unbefestigte Landstraße in östlicher Richtung von der Ruta 14 ab, und von hier aus sind es noch einmal 25 Kilometer in nordöstlicher Richtung bis Sococha.

## Bevölkerung
Die Einwohnerzahl der Ortschaft hat sich in dem Jahrzehnt zwischen den letzten beiden Volkszählungen nur wenig verändert:
| Jahr | Einwohner | Quelle       |
| ---- | --------- | ------------ |
| 1992 | 77        | Volkszählung |
| 2001 | 72        | Volkszählung |
| 2012 | 192       | Volkszählung |
| 2024 |           | Volkszählung |

Die Region weist einen deutlichen Anteil an Quechua-Bevölkerung auf, im Municipio Villazón sprechen 37,8 Prozent der Bevölkerung die Quechua-Sprache.